# Louis Magee
Pour les articles homonymes, voir Magee.
Louis M. Magee, né à Dublin le 1er mai 1874 et mort à Dunboyne le 4 avril 1945, est un joueur de rugby à XV irlandais, qui évolue avec l'équipe d'Irlande comme demi d'ouverture. 

## Carrière
Il joue avec le club de Bective Rangers RFC puis avec les London Irish. Il honore sa première sélection le 2 février 1895 contre l'Angleterre et sa dernière contre le pays de Galles le 12 mars 1904. Louis Magee remporte le Tournoi britannique de rugby à XV 1896 et 1899. Il joue quatre test matches avec les Lions britanniques en 1896 en Afrique du Sud. Son frère Jim a également joué avec le club de Bective Rangers et les Lions britanniques en 1896 en Afrique du Sud.

## Palmarès
Deux fois vainqueur du tournoi britannique en 1896 et en 1899.

## Statistiques

### En équipe nationale
- 27 sélections en équipe nationale
- 9 points (2 essais, 1 pénalité).
- Sélections par années : 3 en 1895, 3 en 1896, 2 en 1897, 3 en 1898, 3 en 1899, 3 en 1900, 3 en 1901, 3 en 1902, 3 en 1903, 1 en 1904.
- Dix tournois britanniques disputés : 1895, 1896, 1897, 1898, 1899, 1900, 1901, 1902, 1903 et 1904.

### Avec les Lions britanniques
- Quatre sélections avec les Lions britanniques .
- Sélections par année : 4 en 1896 (tournée en Afrique du Sud ).